# Marila
Marila é um género botânico pertencente à família Clusiaceae.
As plantas deste gênero são encontrados do Mexico, Antilhas até a Bolívia.

## Espécies
Composto por 24 espécies:
| - Marila alternifolia - Marila biflora - Marila cespedesiana - Marila dissitiflora - Marila dolychandra - Marila domingensis - Marila florenciana - Marila ovalifolia | - Marila grandiflora - Marila lactogena - Marila laxiflora - Marila macrophylla - Marila magnifica - Marila micrantha - Marila nitida - Marila verapazensis | - Marila parviflora - Marila pluricostata - Marila podantha - Marila racemosa - Marila saramaccana - Marila spiciformis - Marila tomentosa - Marila geminata |

## Nome e referências
Marila Sw